# Cratere Segner

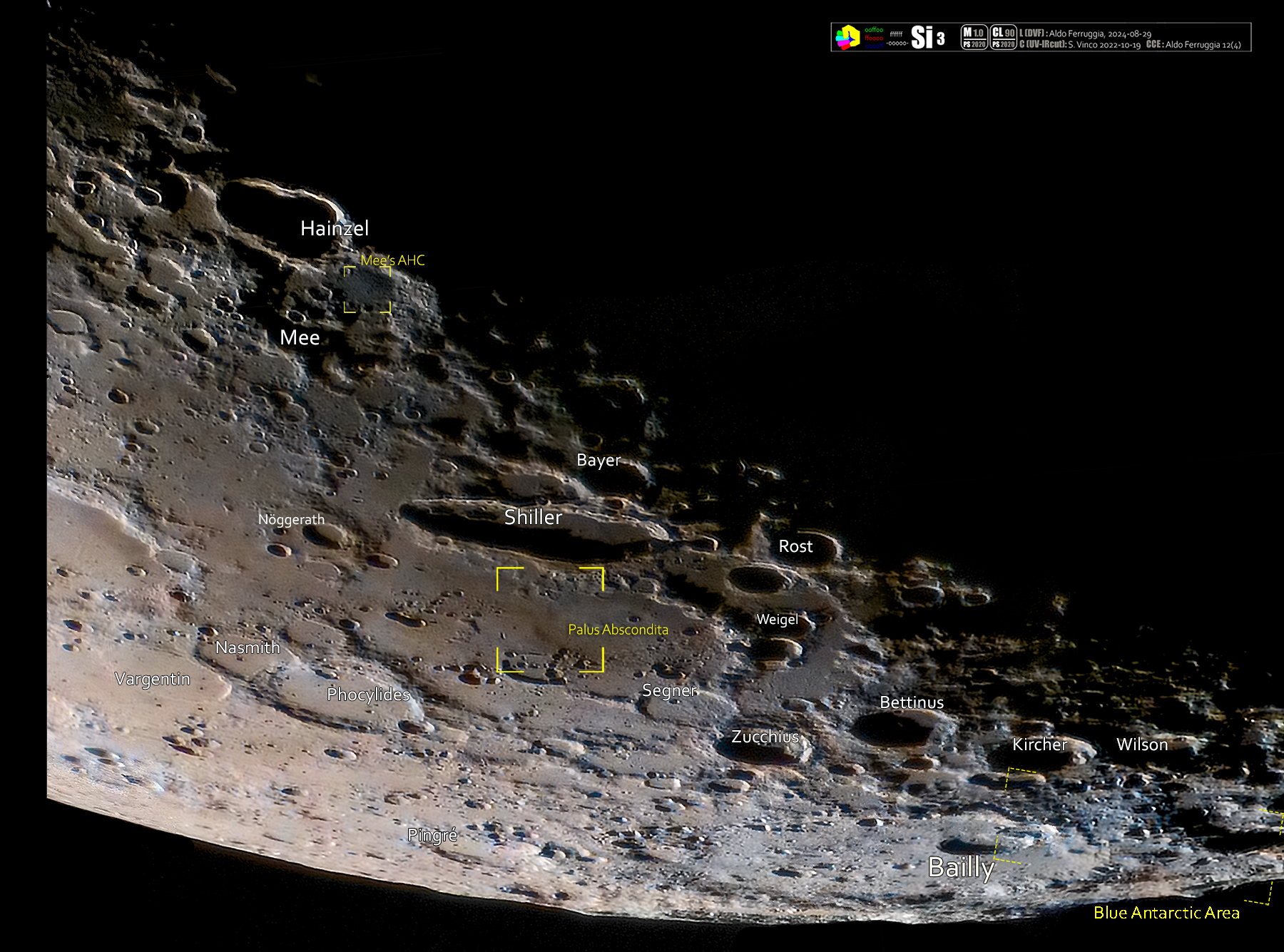
Area del cratere in immagine selenocromatica (Si) comn alcuni reperi. Vedi anche:

Segner è un cratere lunare di 67,84 km situato nella parte sud-occidentale della faccia visibile della Luna.